# Понтида
Понтида (итал. Pontida) је насеље у Италији у округу Бергамо, региону Ломбардија.
Према процени из 2011. у насељу је живело 2549 становника. Насеље се налази на надморској висини од 308 м.

## Становништво
Према резултатима пописа становништва 2011. у општини је живело 3.210 становника.
| 1931. | 1936. | 1951. | 1961. | 1971. | 1981. | 1991. | 2001. | 2011. |
| ----- | ----- | ----- | ----- | ----- | ----- | ----- | ----- | ----- |
| 2.751 | 2.633 | 2.724 | 2.661 | 2.666 | 2.680 | 2.672 | 2.934 | 3.210 |